# Hildegard Altmann
Hildegard Altmann OSB (* 1954) ist die letzte Äbtissin der früheren Abtei St. Gabriel und Priorin des Klosters St. Gabriel der Gemeinschaft der Benediktinerinnen von der heiligen Lioba in Sankt Johann bei Herberstein (Steiermark).

## Leben
Hildegard Altmann studierte an der Hochschule für Musik und Darstellende Kunst in Wien (Fach Cello) und kam 1980 in Kontakt mit der Abtei St. Gabriel in Bertholdstein, in die sie 1986 eintrat. Nach dem Amtsverzicht von Äbtissin Basilia Gürth wurde sie am 8. Mai 1998 zur Äbtissin gewählt und von Bischof Johann Weber benediziert.
Sie übernahm eine mittlerweile sehr kleine Kommunität und musste sich von Anfang an dem Problem der Überalterung und des gleichzeitigen Ausbleibens von Neueintritten stellen. Hinzu kamen drückende wirtschaftliche Lasten, die die kleine benediktinische Kommunität nicht mehr in der Lage war, zu bewältigen. Im Einvernehmen mit der Leitung der Beuroner Kongregation fassten Äbtissin Hildegard und die Nonnen von St. Gabriel 2004 den Beschluss, nicht nur die Abtei aufzugeben und zu veräußern, sondern auch ihren kirchenrechtlichen Status zu verändern.
Die Nonnen traten geschlossen zur benediktinischen Föderation von der hl. Lioba über, einer nicht klausurierten, benediktinischen Schwesterngemeinschaft diözesanen Rechts. Im Herbst 2007 wurde die Entscheidung offiziell. Mit Unterstützung von Diözesanbischof Egon Kapellari konnten sie im oststeirischen St. Johann bei Herberstein in unmittelbarer Nähe zum diözesan geführten „Haus der Frauen“ einen neuen Klosterbau errichten. Bischof Kapellari segnete am 19. Mai 2010 das neue Klostergebäude und konsekrierte den Altar des Oratoriums. Das Leben der Gemeinschaft wird durch das gemeinsame Chorgebet und die Eucharistiefeier bestimmt. Zugleich sind die Schwestern im Pfarrleben und in der Gästebetreuung aktiv.
Schwester Hildegard Altmann ist seit 2008 mit einer Unterbrechung in den Jahren 2012–2019 Priorin der kleinen benediktinischen Gemeinschaft. Das frühere Abteigebäude auf Burg Bertholdstein befindet sich heute in Privatbesitz.